# Zelofeade

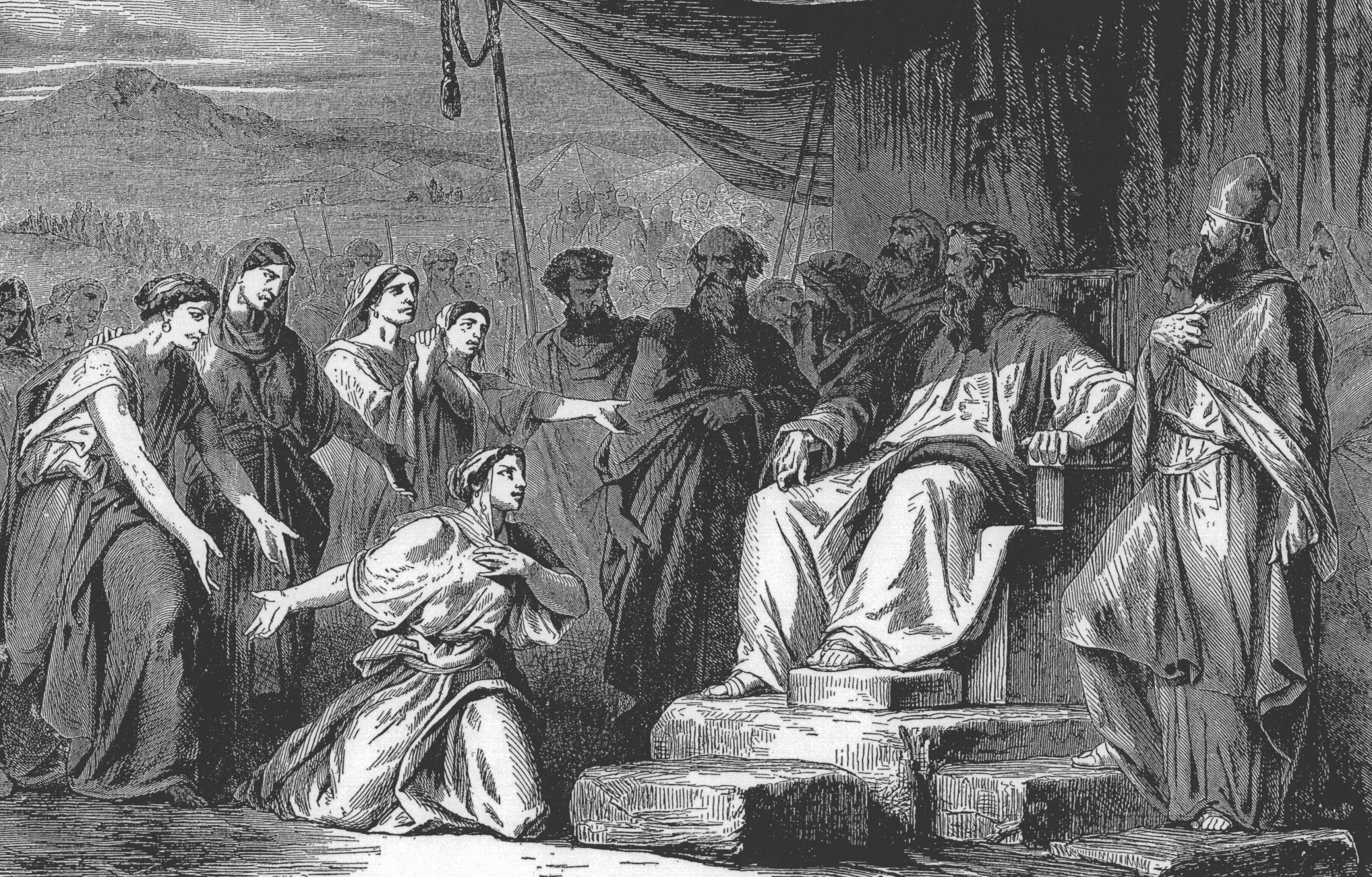
As filhas de Zelofeade

Zelofeade, filho de Hefer, personagem bíblico que ficou conhecido por ter tido apenas filhas: Macla, Noa, Hogla, Milca e Tirza.
Zelofeade morreu durante a peregrinação de 40 anos no deserto. Ele não tinha filhos homens, somente filhas. Elas constituem uma exceção à estrutura patriarcal do povo israelita da época de Moisés.